# 曼飞龙水库
曼飞龙水库是中国云南省西双版纳傣族自治州景洪市境内的一座水库，位于南木班河上，建于1958年。水库正常库容为1064万立方米，集雨面积为49平方千米，海拔为559.3米。